# Foro Italico

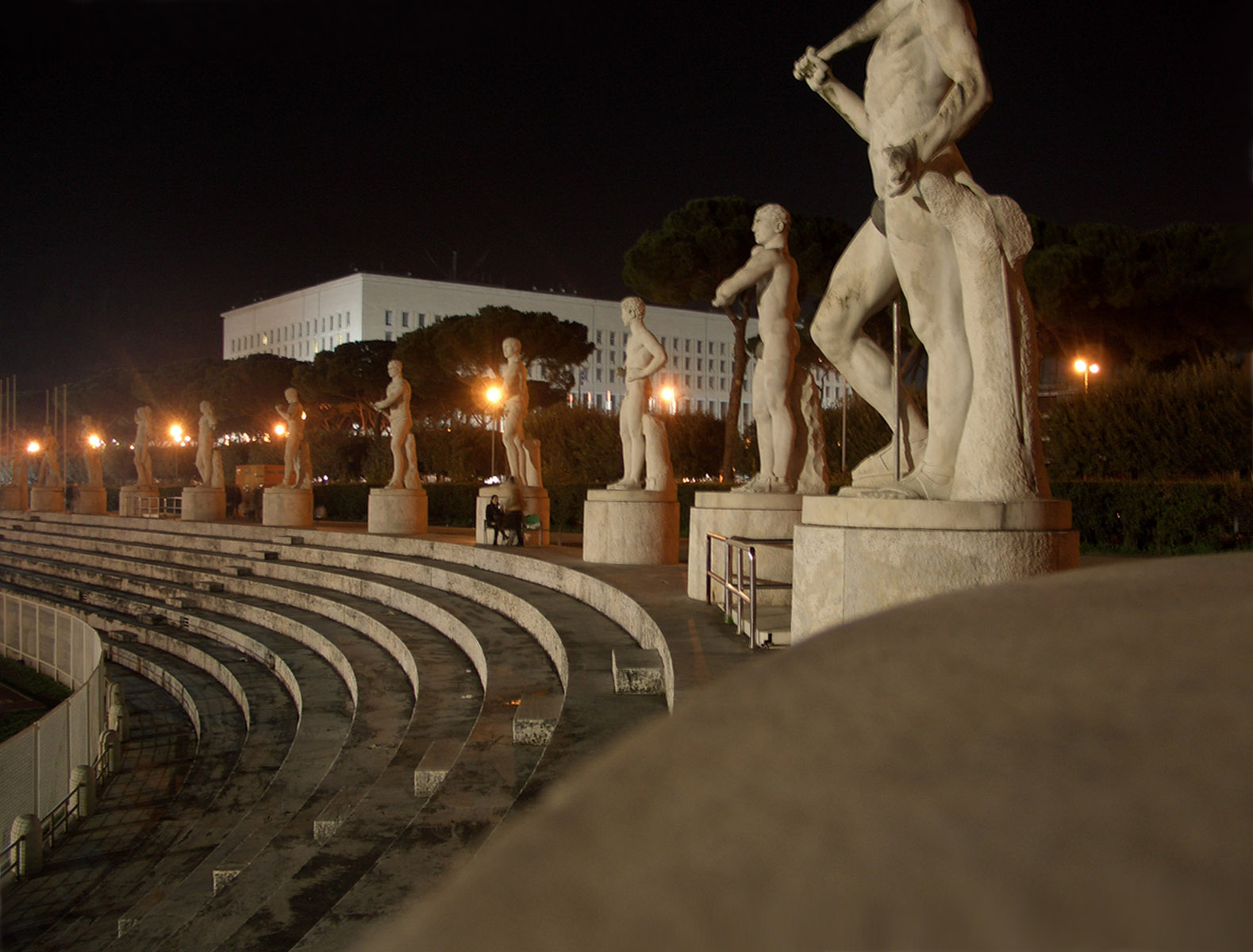
El Stadio dei Marmi y el Palazzo della Farnesina

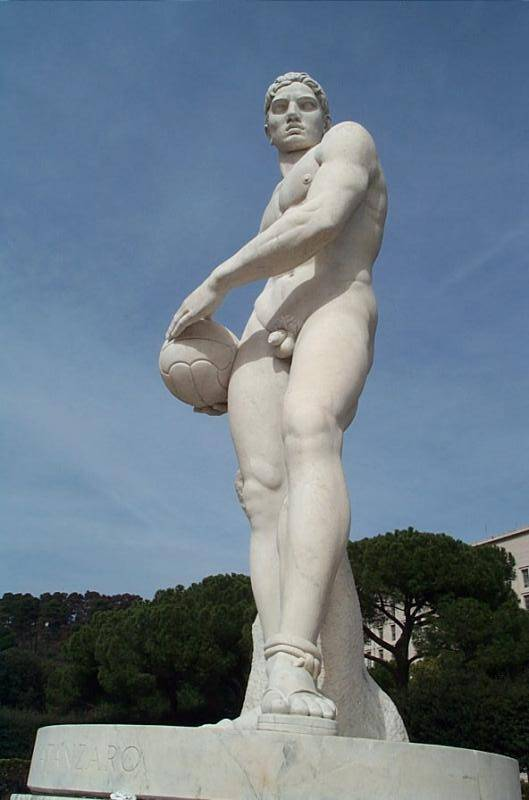
Estatua del jugador de volata

El Foro Italico (inaugurado en 1932 como Foro Mussolini) es un complejo deportivo ubicado en la base del Monte Mario en Roma, Italia. Se comenzó a construir en 1928 bajo el diseño de Enrico Del Debbio y más tarde, en 1937, Luigi Moretti. Inspirado por el Foro Romano de la edad imperial, su diseño es considerado como una preeminente obra maestra de la arquitectura fascista italiana creada por Benito Mussolini.
Contiene numerosas instalaciones deportivas, tales como el Estadio Olímpico de Roma, el Stadio dei Marmi y el Stadio Olimpico del Nuoto, y ha acogido importantes acontecimientos, entre los que destacan los Juegos Olímpicos de Roma 1960. El centro de tenis ha sido sede de  los campeonatos Internazionali d'Italia, un ATP Masters 1000 y un WTA 1000. El estadio de tenis cuenta con una capacidad para 12 500 espectadores.
Además, en estas instalaciones se encuentra la Università degli Studi di Roma Foro Italico, la primera y única universidad italiana dedicada a las ciencias motoras y deportivas.